# آدم نيومان
آدم نيومان (بالعبرية: אדם נוימן‏) (بالإنجليزية: Adam Neumann)‏ هو شخصية أعمال ورائد أعمال أمريكي وإسرائيلي، ولد في 1979 في إسرائيل.